# 絵手本
絵手本（えでほん）は、江戸時代から明治時代に描かれた絵本の一種である。絵の描き方を習うために、手本の絵が描かれた本。浮世絵諸派や、明治期の学校教育にも大きく影響を与えた。
中国では画譜があり、早期のものに1603年の『万暦三十一年』があり、明末から清の康煕年間（1662年 ‒ 1722年）に画譜の刊行が盛んとなり、日本へも多く輸入され、絵手本の制作につながったとされる。日本では、絵手本の制作は狩野派の絵師が行い、橘守国による正徳4年（1714年）の『絵本故事談』、大岡春卜による享保5年（1720年）の『画本手鑑』などがあるが、両者の制作した絵手本は明治になっても再版されたものがあり需要は高かった。林守篤による享保6年（1721年）の『畫筌』全六巻も代表的なものとなった。
絵手本を使っての技法を研鑽することは、浮世絵も含めた諸派に普及することになる。貿易の中継点であった大坂が刊行の中心となり、京都、江戸でも出版された。絵手本に登場する絵が、実際の作品に転用されていることもあり、狩野派の描法が浮世絵師まで普及していることが分かる。
主に画家諸派の門人のための教育本として製作したものであったが、実際には鑑賞用とされることが多かった。代表作として北斎による『北斎漫画』があげられる。このような木版による絵手本は明治時代に入っても描かれており、明治20年代になると大倉孫兵衛の大倉書店から河鍋暁斎による『暁斎画談』、幸野楳嶺の『梅嶺百鳥画譜』、『楳嶺花鳥画譜』、『楳嶺菊百種』、渡辺省亭の『省亭花鳥画譜』などが出版されているが、明治30年代以降には彩色木版による絵手本出版は減少していった。